# (737) Arequipa
(737) Arequipa ist ein Asteroid des Hauptgürtels, der am 7. Dezember 1912 vom US-amerikanischen Astronomen Joel Hastings Metcalf in Winchester, Massachusetts entdeckt wurde. 
Der Asteroid wurde benannt nach der Stadt Arequipa in Peru.